# Шабран
Шабран (Шабаран, Шаваран, Сабаран) (азерб. Şabran) — историческая область и одноимённый средневековый город, существовавшие в V—XVIII вв. в северо-восточной части современного Азербайджана, были расположены в пределах Большого Кавказского прохода.

## Локализация области
В исторической географии область Шабран может рассматриваться самостоятельно либо как южная часть области Маскут (до начала VI века). 
В своём комментарии к «Истории Ширвана и ал-Баба» В. Ф. Минорский пишет: «На северо-восточном склоне юго-восточного отрога Кавказского хребта и вдоль побережья моря лежат очень плодородные области, орошаемые реками района современной Кубы и большой рекой Самур (Саммур). Первоначально они принадлежали лезгинским (лакз) княжествам, но постепенно были аннексированы Ширваншахами и стали яблоком раздора между ними, эмирами ал-Баба и даже правителями Аррана. После тюркского нашествия и в период своей борьбы с дербендским Муфарриджем Фарибурз б. Саллар явно стремился перенести главный центр своих владений в эту местность, где упоминаются две территории — Шабаран и Маскат. Первый считался частью Ширвана, а последний [Мюнеджжим-баши] описывает особо как часть ал-Баба. Предпочтительно, однако, рассматривать их совместно, и не только потому, что они относятся к одной и той же географической зоне, но и потому что очень часто Маскат бывал захвачен Ширваном». Как пишет В. Ф. Минорский, «в общем можно сказать, что Шабаран и Маскат соответствуют южной и северной части Кубинского района, где в XVIII в. возникла династия кубинских ханов, влияние которой чувствовалось не только в Дагестане, но даже на южном побережье Каспия и в Ардебиле».
С конца IV века прикаспийские области, от устья Куры на юге до Дербента на севере, управлялись наместником Сасанидского государства. После 488 г. область маскутов отошла к Кавказской Албании, а ок. 510 г. Албанское царство было окончательно ликвидировано. После упразднения царской власти в Албании на территории между реками Шабранчай и Гильгильчай появилось небольшое политическое образование — государство Ширваншахов.

## Происхождение названия
Есть несколько версий происхождения названия этого города и области Шабран. По одной из них, город был якобы основан сасанидским шахом Шапуром I, а название города происходит от его имени в пехлевийской форме Шапуран. Данная версия принимается далеко не всеми, так как основание города относится к V—VII вв. н. э., в то время как сам Шапур I жил тремя столетиями ранее. «Энциклопедический словарь топонимики Азербайджана» связывает название города с племенем савиров (сабиров), которых источник считает тюрками.

## История

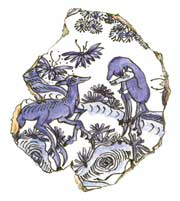
Осколок керамической посуды с изображением оленей из Шабрана

Шабран возник в V—VII вв. как город-крепость, а к IX—X вв. превратился в крупный политико-административный, торгово-ремесленный и культурный центр государства Ширваншахов. В середине XI в. семейная усыпальница Ширваншахов находилась именно в Шабране. Название города впоследствии было перенесено на окружающую область.
В середине XIII века город подвергся нашествию монголов и был частично разрушен. Оживление жизни в городе произошло к концу XIII — началу XIV века и продолжалось до конца XV века.
Однако в результате сефевидо-османских войн первой четверти XVIII в. город подвергся тяжёлым разрушениям и утратил своё значение. Окончательное падение города связано с землетрясением[когда?]

, полностью стёршим его с лица земли. Население города постепенно переселилось в один из дальних «пригородов», караван-сараев, принадлежавших Шабрану, вокруг которого впоследствии возник город Дивичи, который в 2010 году был переименован в Шабран.
В 2019 году территория «Чыраггала» и город Шабран были объявлены Государственным историко-культурным заповедником.

## Упоминания о городе
Название города в форме «Шаберан» встречается в хранящейся в Дрездене рукописи XVI века огузского героического эпоса «Китаби Деде Коркут».
Турецкий путешественник Эвлия Челеби, побывав в 1647 году в Шабране,
писал: '«…он считается в Персии вторым городом после Тебриза. В нём семьдесят кварталов, соборные мечети Узун Гасана. Стены мечети украшены тончайшим переливающимся, как кожа хамелеона, орнаментом, а резьба по мрамору приводила в изумление знатоков архитектурного искусства».
Население Шабрана состояло из мусульманской, иудейской и христианской общин, преобладающей среди которых была мусульманская.

## Архитектура
А. А. Бакиханов первым высказал мнение о том, что развалины вблизи села Шахназарли Дивичинского района принадлежат средневековому городу Шабран (до него их считали развалинами города Гюлистани-Ирем).
В результате археологических раскопок на территории города в I979-I989 гг. была вскрыта площадь более 4500 м². Толщина напластования остатков материальной культуры достигает 5 метров. Была раскопана крепость, относящаяся к X в. Учёными было установлено, что она была построена в оборонительных целях. Стены крепости укреплены полукруглыми башнями. При строительстве использовались известняк, булыжник и обожжённый кирпич. Крепость существовала до середины XIII в. В XIV в. к западу от разрушенной крепости был сооружён небольшой замок-башня. Он имел четырёхугольную форму и напоминал абшеронские крепости. Зодчие в их строительстве применяли смешанную кладку. Раскопки свидетельствуют о квартальной планировке города. Дома здесь возводились из обожженного кирпича на булыжном фундаменте. В городе существовала водопроводная сеть.
Экономика города базировалась на ремесленном производстве. В результате археологических раскопок был найден керамический набор из десяти предметов. Под руинами города была обнаружена керамическая мастерская. Здесь также имелись кузнечное, литейное, медное, ювелирное, оружейное производство, производство стекла.